# Jean Konings
Jean Konings, född 4 mars 1886, död 29 maj 1974, var en friidrottare från Belgien. Han deltog vid olympiska sommarspelen 1908.